# لوس أوليفوس
لوس أوليفوس هو المكان المخصص للتعداد في سانتا باربرا بولاية كاليفورنيا. الرمز البريدي هو 93441 ، و رمز المجتمع داخل المنطقة هو 805. كان عدد السكان 1132 في تعداد عام 2010.

## جغرافية
وفقا لمكتب التعداد بالولايات المتحدة، تغطي مساحة 2.5 ميل مربع (6.4 كيلومتر مربع)،الأراضي 99.98% ‏، و 0.02٪ منها مياه.